# Presa de Hatillo
Presa de Hatillo är en dammbyggnad i Dominikanska republiken.   Den ligger i provinsen Sánchez Ramírez, i den centrala delen av landet, 60 km norr om huvudstaden Santo Domingo. Presa de Hatillo ligger 88 meter över havet.
Terrängen runt Presa de Hatillo är kuperad åt sydväst, men åt nordost är den platt. Runt Presa de Hatillo är det ganska tätbefolkat, med 129 invånare per kvadratkilometer. Närmaste större samhälle är Cotuí, 5,6 km öster om Presa de Hatillo. Omgivningarna runt Presa de Hatillo är en mosaik av jordbruksmark och naturlig växtlighet.